# Sten Hummel-Gumælius
Sten Hummel-Gumælius, född 3 januari 1906 i Idkerberget, död 18 juli 1986 i Uppsala, var en svensk arkitekt. Han var son till Torsten Hummel-Gumælius.
Hummel-Gumælius examinerades från Kungliga tekniska högskolan 1936. Under studietiden praktiserade han hos Ragnar Östberg 1930–1931, hos Gunnar Asplund 1934 och hos Ahrbom och Zimdahl 1935–1937. Han anställdes hos Jöran Curman på länsarkitektkontoret i Uppsala och kom sedan att verka som stadsarkitekt i Enköpings stad 1938–1955 och i Sala stad 1944–1951. Parallellt med uppdragen drev han egen arkitektverksamhet i Uppsala från 1939.

## Verk i urval
- Bror Hjorths ateljé och villa i Uppsala 1943.
- Kvarterssanering kring rådhuset, Enköping 1945-1969.
- "Ringbergianum", Rundelsgränd 6D, Uppsala 1950-1952
- Fruntimmersföreningens pensionärshem i Enköping 1954.
- Uplands nation i Uppsala 1954.
- Skuttunge skola i Uppsala län 1954[2]
- Björklinge kyrkskola i Uppsala län 1955 [2]
- Smålands nation, Uppsala 1957.
- Ulricehamns stadshus 1957 (tillsammans med Viking Göransson) [3]
- Salabackekyrkan i Uppsala 1958.
- Norrstrandskyrkan i Karlstad 1959.
- Eriksbergskyrkan i Uppsala 1960.
- Församlingshem i Enköping. Församlingshem i Östervåla.
- Landstingets elevhem i Uppsala.
- Bruksgårdsområdet i Surahammar.
- Stadshuset i Falköping 1964.
- Domprostgården i Uppsala.
- Kvarterssanering vid Geijersgården i Uppsala.
- Kvarterssanering vid Övre Slottsgatan i Uppsala.
- Uppsala sjuksköterskeskola 1965.
- Rättviks gravkapell 1967.
- Celsiushuset, Uppsala, restaurering 1970.
- Stadsbiblioteket och medborgarhuset i Mjölby 1970.
- Stadsbiblioteket i Falköping 1971.
- Bruksherrgård i Oskarström 1975
- Baptistkyrkan i Valsätra i Uppsala 1976
- Fogdegården, Örbyhus gods.

## Bilder

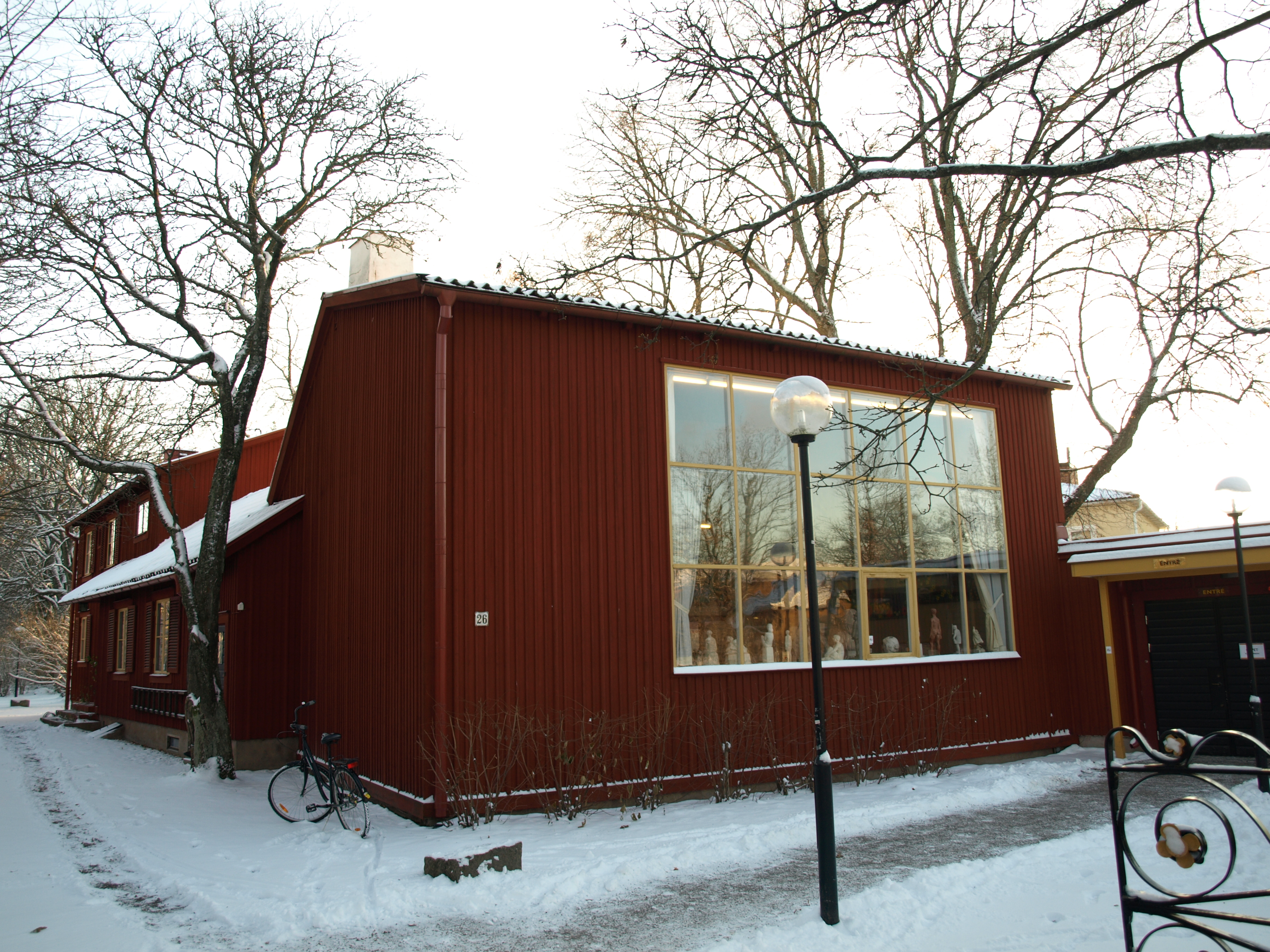
Bror Hjorths hus
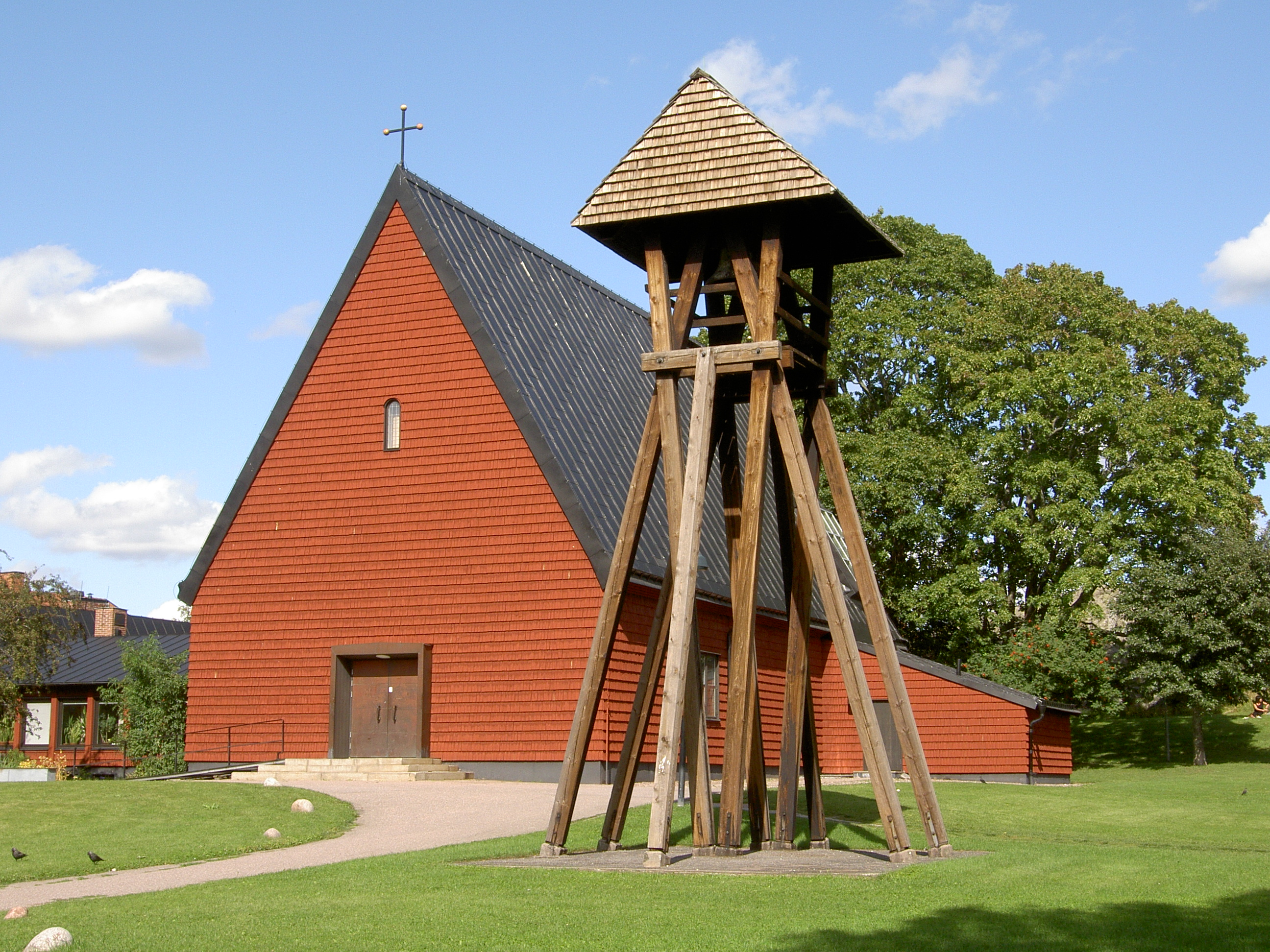
Salabackekyrkan
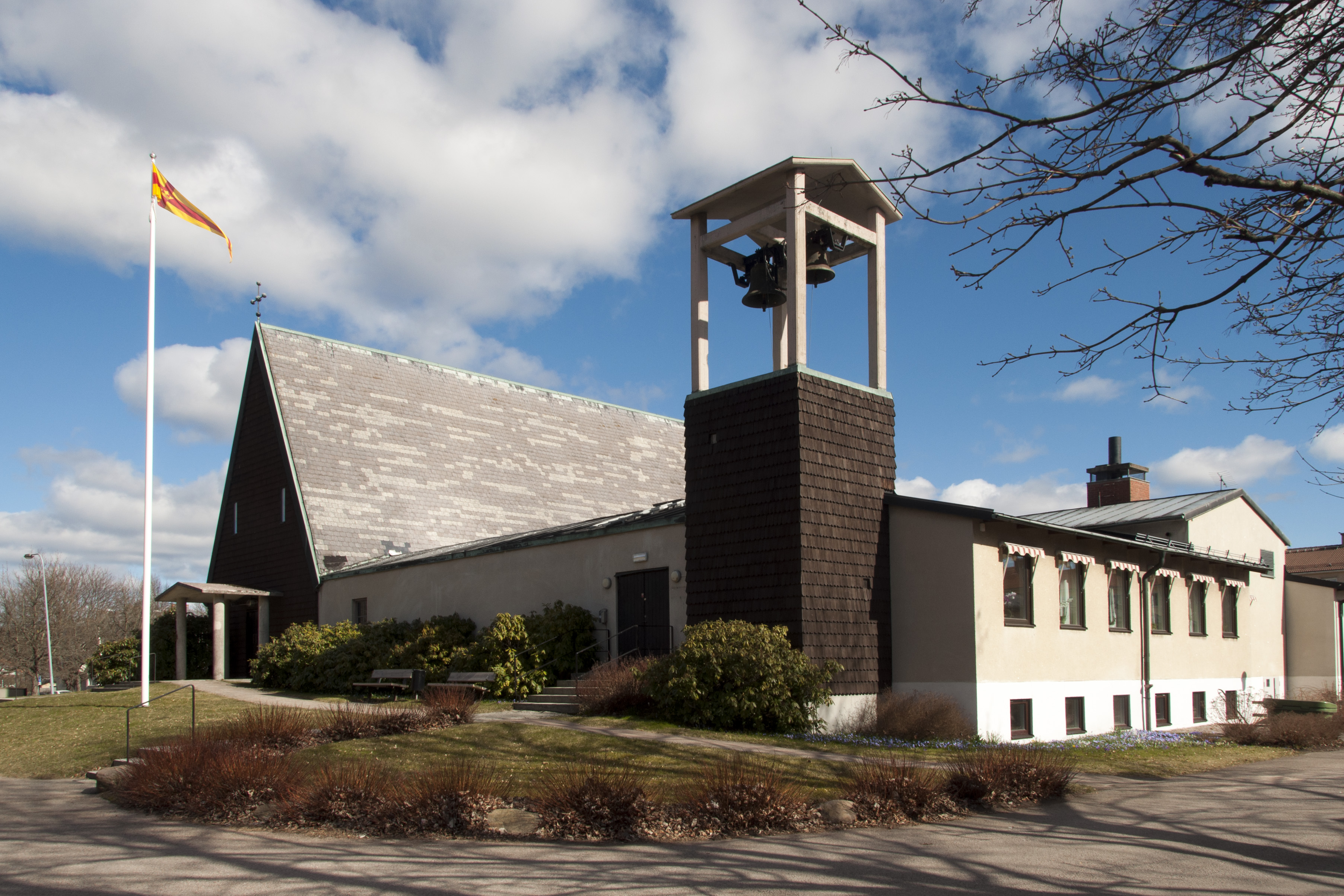
Norrstrandskyrkan
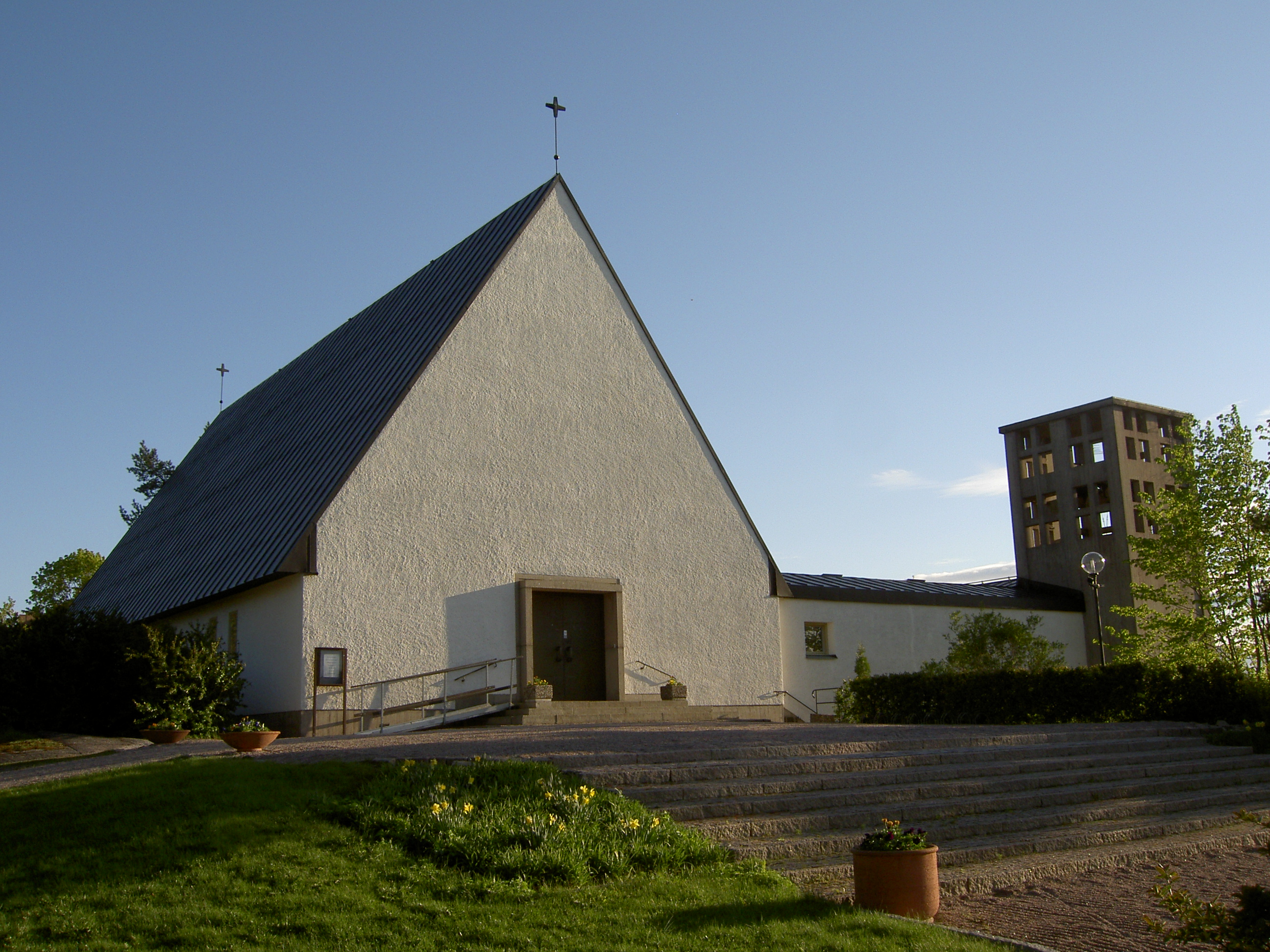
Eriksbergskyrkan
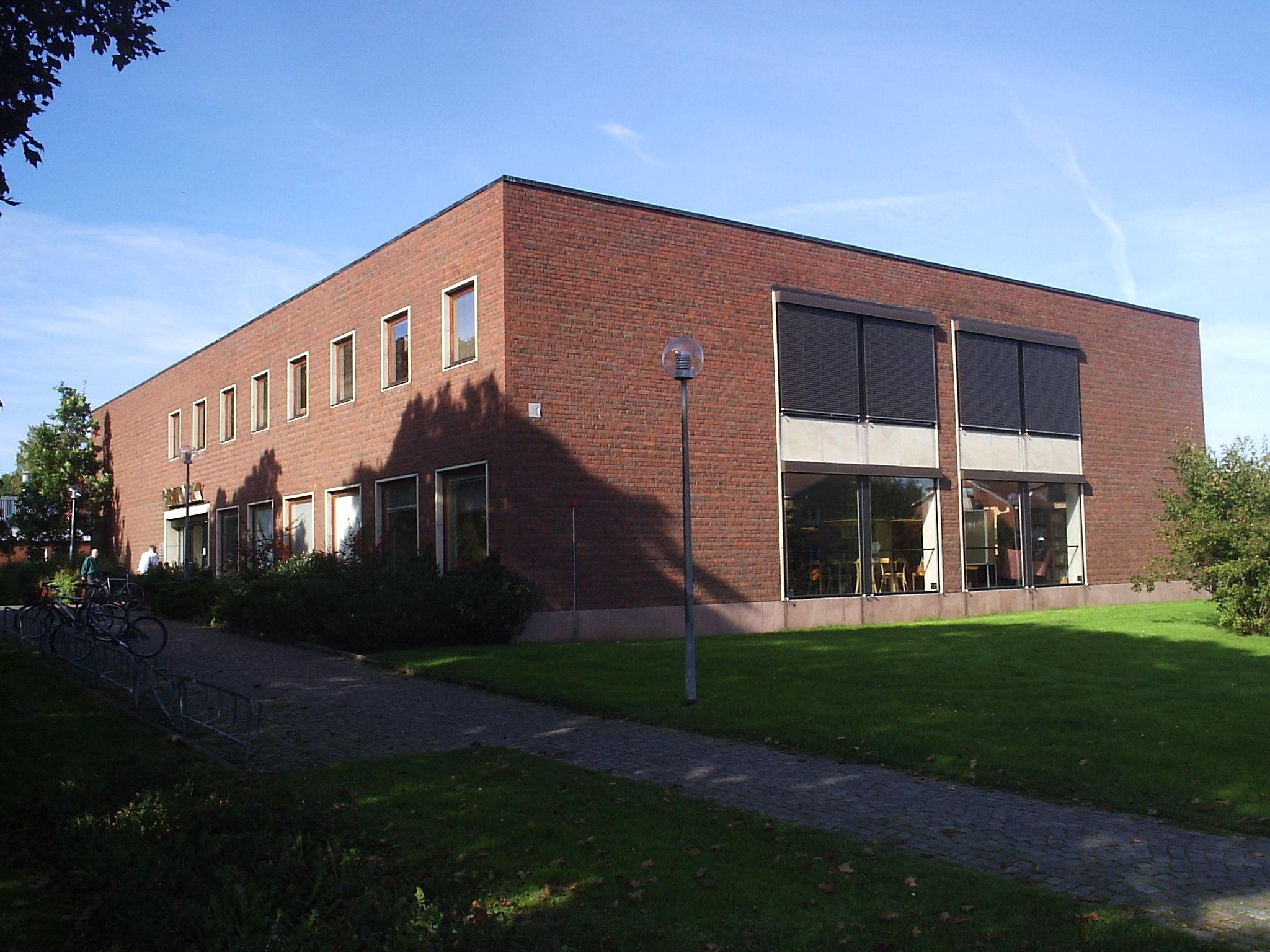
Stadsbiblioteket i Falköping

### Webbkällor
- Gumælius, Sten Hummel
- Gumælius, Sten Hummel- i Vem är det 1985

### Fotnoter
1. 1 2  Arkitekter verksamma i Sverige, 9 januari 2015.[källa från Wikidata]
2. 1 2  Skolhus i Uppsala Arkiverad 19 augusti 2010 hämtat från the Wayback Machine.
3. ↑  ”Arkiverade kopian”. Arkiverad från originalet den 15 april 2018. https://web.archive.org/web/20180415190534/http://media1.vgregion.se/vastarvet/BM/MVG/PDFbibliotek/Ulricehamn%20stadshus.pdf. Läst 4 januari 2012.